# Anders Arborelius
Anders Arborelius, O.C.D. (nascut el 24 de setembre de 1949) és un bisbe suec. És bisbe d'Estocolm des de 1998. El 21 de maig de 2017 el Papa Francesc anuncià la seva incorporació al Col·legi Cardenalici.

## Biografia
Nascut a Sorengo, Suïssa, de pares suecs, va criar-se a Lund, al sud de Suècia. Va convertir-se al catolicisme a l'edat de 20 anys i ingressà a l'orde dels carmelites descalços. Estudià teologia a Bruges, on va prendre els vots, i a la Pontifícia facultat teològica Teresianum de Roma, sent ordenat prevere el 1979. També es llicencià en llengües modernes (anglès, espanyol i alemany) a la universitat de Lund. Durant aquells temps residí al convent carmelita de Norraby, a Svalöv, al sud del país, on es convertí en un dels consellers espirituals i directors de retirs espirituals més respectats i apreciats de Suècia.
El 17 de novembre de 1998 el Papa Joan Pau II nomenà Arborelius bisbe d'Estocolm, després de la renuncià d'Hubertus Brandenburg; sent consagrat el 29 de desembre següent a la catedral de Sant Erik pel bisbe Hubert Brandenburg, al qui succeí al capdavant de la seu d'Estocolm (l'única diòcesi catòlica a Suècia, la qual abraça tot el país), esdevenint així el primer suec ètnic i el segon bisbe catòlic escandinau d'ençà dels temps de la Reforma (la majoria de catòlics escandinaus des de la Reforma, particularment entre el clergat, són immigrants o fills de la immigració alemanya, neerlandesa, polonesa i italiana).
El 2005 va ser elegir president de la Conferència Episcopal Escandinava, càrrec que mantingué fins al 2015. Ha estat membre del Comitè de Presidència del Consell Pontifici per a la Família (nomenat el 2002) i consultor del Consell Pontifici per als Laics.
El 2008 va ordenar Cavaller de l'Orde del Sant Sepulcre de Jerusalem a l'arxivista, historiador i escriptor mediàtic Edward Blom.
Arborelius participà a The Indian Priest (2015), un documental sobre e sacerdot missioner indi Raphael Curian.
El 21 de maig de 2017, en acabar el Regina Cœli, el Papa Francesc anuncià que crearia Arborelius cardenal, esdevenint així el primer suec en ser-ho, al consistori a celebrar el 28 de juny següent.

## Declaracions públiques
A l'Advent de 2005, el bisbe Arborelius publicà un article al fòrum de discussió de catòlics dissidents Katolsk Vision, on els instava a tornar a l'Església.
Al juliol de 2007, realitzà públicament una petició de perdó per l'únic cas conegut fins ara a Suècia d'abusos sexuals del qual una persona va ser víctima a la dècada de 1950 per part d'un sacerdot catòlic, fet amagat per l'Església durant tots aquells anys:
| « | És molt trist que un dels nostres sacerdots hagi sotmès un nen a abusos sexuals. Com a bisbe de la diòcesi demano perdó pel que va succeís i espero que les diverses mesures que la diòcesi ha pres recentment puguin prevenir que aquests actes no es repeteixin en el futur. | » |

El febrer d'aquell mateix any, conjuntament amb el cap evangèlic Sten-Gunnar Hedin de l'Església Filadèlfia d'Estocolm amenaçaren el partit Demòcrata-cristià de Suècia que farien una crida als seus votants a que els retiressin el seu suport a les properes eleccions si sancionaven una llei que permeties les dónes que qualsevol part del món poguessin avortar a clíniques sueques, una pràctica coneguda com l'"avortament turístic".

## Obres
- ABORELIUS, LARS ANDERS. Den brinnande pilen: Karmels mystik genom tiderna (La Fletxa del Foc: el misticisme carmelita a través dels temps), 1986.
- ABORELIUS, LARS ANDERS. Trosmeditation (Meditació de fe), 1987.
- ABORELIUS, LARS ANDERS. Biskopens novisår: en bok av, med och om Anders Arborelius (Un bisbe novell: un llibre de i per Anders Arborelius), 2000.
- ABORELIUS, LARS ANDERS; HEDIN, STEN-GUNNAR. Jesusmanifestet (Manifest de Jesús), 2003.
- ABORELIUS, LARS ANDERS. Enhet i mångfald: herdabrev under jubileumsåret (Unitat en la diversitat. Carta pastoral), 2004.
- ABORELIUS, LARS ANDERS; HEDIN, STEN-GUNNAR. Andens manifest (Manifiest de l'Esperit), 2008.
- ABORELIUS, LARS ANDERS. In laudem gloriae- texter från tio år som biskop (In laudem gloriae: textos de deu anys com a bisbe), 2008.